# بذر جوي
البذر الجوي (بالإنجليزية: Aerial seeding)‏ هي تقنية لزرع بذور عن طريق رشهم بطرق جوية كالطائرة بدون طيار، والطائرات والمروحيات.
يعتبر البذر الجوي طريقة لنشر البذور. يستخدم بالعادة لنشر بذور الاعشاب والبقوليات لتغطي مساحات كبيرة من الأراضي التي تحتاج لغطاء نباتي بعد الحريق.
تستطيع الحرائق الهائلة تدمير مساحات كبيرة مغطية بالنباتات مما يؤدي يزيد من احتمالية تعرض الأراضي للتعرية. يستخدم البذر الجوي بفاعلية وسرعة في هذه الحالة للتقليل من مخاطر التعرية وتقليل نمو النباتات الغازية. ويعتبر البذر الجوي طريقة بديلة لزرع الأراضي ذات التضاريس الصخرية، الأراضي المرتفعة أو أي ارض يصعب الوصول اليها.

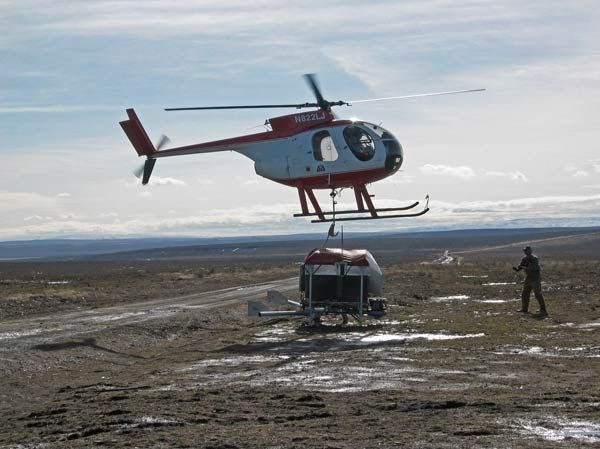
مروحية تقوم بالبذر الجوي

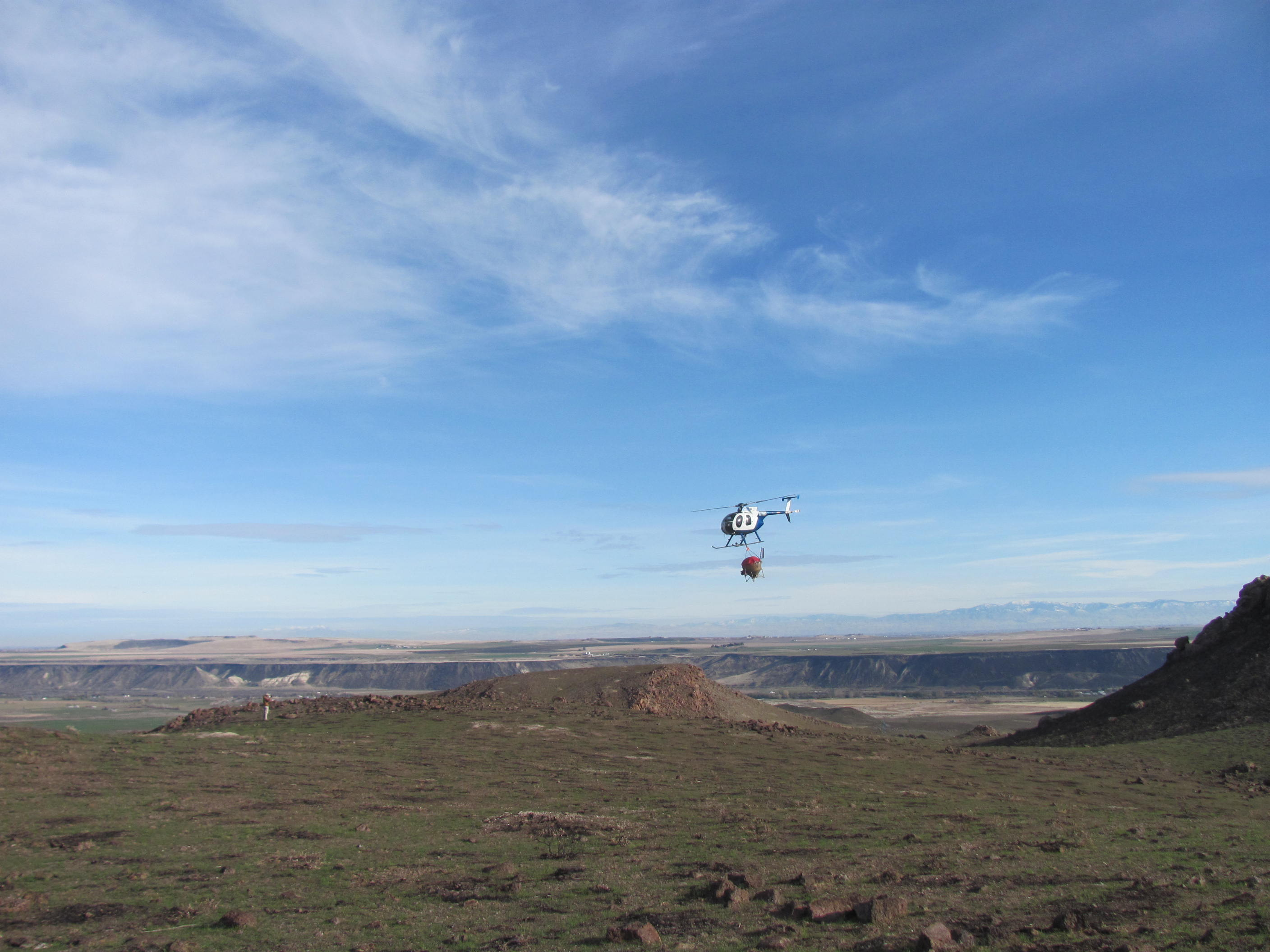
البذر الجوي

يستخدم البذر الجوي ايضًا لزراعة محاصيل التغطية.

## التاريخ
وفقا لجمعية الطيران الزراعي الوطنية الأمريكية، أول مكان تم استخدام الزرع الجوي في أمريكا كانت ولاية اوهايو عام 1921. استخدم الملازم في الجيش الأمريكي الطيار جون أ. ماكريدي طائرة معدلة من نوع Curtis JN-6 لتوزيع (تعفير المحاصيل) مادة الزرنيخ على حقل من الاشجار لقتل يرقات العث. وأدى تعفير المحصولات إلى استخدام الطائرات لتوزيع البذور.
بدأ استخدام التحجير الجوي، نوع من البذر الجوي، لاعادة اعمار الغابات بعد الكوارث في الثلاثينات من القرن العشرين. كانت تستخدم الطائرات لبذر الأراضي الجبلية في جزيرة هونولولو التي لم يكن من السهل الوصول اليها بالطرق التقليدية بعد حرائق الغابات.
بحلول العام 1946 أصبح البذر الجوي يستخدم في ولاية اوريغون الامريكية، لبذر أكثر من 500 فدانًا من تنوب دوغلاس وأَرز بورت اورفورد و 100 فدانًا من من الأراضي العشباء والاشجار الأخرى التي تم حرقها بالنار. في عام 1947 قامت شركة Crown Zellerbach ببذر أكثر من 1000 فدان في ولاية اوريغون.
تم استخدام الطائرات الفائضة من الحرب العالمية الثانية في البداية للبذر الجوي، مع استخدام طائرة ستيرمان ذات السطحين وقمرة القيادة المفتوحة بشكل متكرر. تم تطوير العديد من الأعمال حول الطيران بسبب تدريب العديد من المحاربين القادمى على الطيران. والان يستخدم المحترفون طائرات تعمل بمحركات توربينية ويتم التنقل بها باستخدام نظام الـGPS لتحقيق دقة أكبر.

## الميزة الرئيسية
الميزة الرئيسية للبذر الجوي هي تغطية مساحات كبيرة خلال وقت قصير بفاعلية. يسهل البذر الجوي عملية البذر في المناطق التي يستحيل بذرها بالطرق التقليدية، مثل الأراضي التي يصعب الوصول اليها بدون طائرة أو المناطق ذات ظروف ارضية شديدة الرطوبة. يمكن استخدام البذر الجوي في حين وجود نباتات على الأرض عند موعد البذر. وهذا مهم عندما تكون الفترة ما بين الحصاد وانتهاء فترة نمو النباتات قصيرة لبذر نباتات التغطية.

## ظروف التربة
تلعب رطوبة التربة دورًا كبيرًا في نجاح عملية البذر الجوي. يتطلب انبات البذور ان تكون اعلى 5.-1 بوصة رطبة. هذه الظروف يجب ان تتواجد عند وقت البذر أو خلال 10 أيام من البذر. إذا لم تكن الرطوبة المطلوبة موجودة في هذا الوقت قد تصبح البذور عرضة للافتراس من الحشرات أو الحيوانات الأخرى. ومن المهم ايضًا ظروف السطح.
أفضل ظروف السطح هي الرطوبة والهشاشة. الاسطح الرخوة أو القاسية التي تحتوي على تشققات أو بقايا من نباتات الغطاء تساعد على انبات البذور. تساعد هذه الظروف على ان تكون البذور باتصال مع التربة الرطبة وتسمح باستقرار البذور في الأرض. وتوقيت البذر ومعدلاته لمهمة الأخرى

## معدلات التوقيت والبذر
عند بذر بذور الغطاء النباتي يجب ان تنشر البذور على الاقل من 7 إلى 10 قبل محاصيل الغطاء المثقوبة. يعود سبب ذلك إلى ان البذر الجوي ابطئ من طريقة بذر البذور المثقوبة. يجب ان تكون اعداد البذور اعلى ب25% إلى 50% بطريقة البذر الجوي من الطرق التقليدية كثقب البذور للحصول على نفس النتيجة. يعود سبب ذلك إلى ان البذر الجوي يعرض البذوب لعوامل الخطورة مثل افتراسها من قبل الطيور، والحشرات والحيوانات الأخرى.

## المروحية ضد الطائرة
هنالك نقاش كبير عن نوع الطائرة التي من الأفضل استخدامها للبذر الجوي. هنالك ادلة تظهر ان المروحية أفضل عند بذر حقل تمت زراعته من قبل. بسبب ان تيار الهواء الذي تسببه ريش المروحية يؤدي إلى تحريك اغطية النباتات وتفتح التربة لتسمح للبذول الوصول إلى التربة في الاسفل. ومن الافضليات الأخرى للمروحية انها سهلة التحريك وتتمكن من تحمل الحقول غير منتظمة الشكل في حين تواجه الطيارات صعوبة في هذه الحقول.
تتميز الطائرة على المروحية انها تقدر على حمل حمولة أكبر بكثير. هذا يسمح للطائرة ان تنهي العمل بسرعة أكبر وبكلفة اقل.